# Sed de venganza
 (срп. Жеђ освете) америчка је теленовела, продукцијске куће Телемундо, снимана 2024. У серији играју Исабелла Кастиљо, Данило Карера и Алека Мартин.

## Улоге
| Глумац                   | Улога                                 |
| ------------------------ | ------------------------------------- |
| Исабелла Кастиљо         | Фернанда Риос / Регина Кастано        |
| Данило Карера            | Франсиско Рамирез / Емилио Монтенегро |
| Алека Мартин             | Елиса дел Пино                        |
| Карлос Торес             | Габријел дел Пино                     |
| Себастијан Карвахал      | Марсело Ечевери                       |
| Дијего Оливера           | Еугенио Белтран                       |
| Даниела Мартинез         | Моника Родригуез                      |
| Роберто Романо           | Алонсо дел Пино                       |
| Фефи Оливеира            | Бренда Фереро                         |
| Родолфо Салас            | Роберто Леон                          |
| Марија Хосе Камачо       | Ана дел Пино                          |
| Хавијер Понсе            | Себастијан дел Пино                   |
| Сандра Итзел             | Патрициа Флорес                       |
| Хумберто Буа             | Фермин Перез                          |
| Роберта Бернс            | Тања Виљануева                        |
| Марија Лаура Кинтеро     | Ерика Флорес                          |
| Клаудија Коира           | Клаудија Флорес                       |
| Марија Еухенија Арболеда | Мирна Гереро                          |
| Саул Лисазо              | Алфредо дел Пино                      |